# Liga de Campeones Femenina de la UEFA 2021-22
La Liga de Campeones Femenina de la UEFA 2021-22 fue la 21.ª edición del campeonato de clubes femeninos más importante de Europa y la primera que contó con una fase de grupos dado que habrá más clubes implicados. El torneo comenzó el 18 de agosto de 2021 con la fase de clasificación y terminó el 21 de mayo de 2022 con la final en el Juventus Stadium en Turín (Italia).
Esta temporada debutaron en la fase final el Real Madrid Club de Fútbol español, el TSG Hoffenheim Frauen alemán y el Herfølge Boldklub Køge Kvindeelite danés.

## Distribución de equipos por asociación
Un total de 78 equipos de 55 asociaciones miembros de la UEFA son elegibles para participar en la edición 2021-22 de la Liga de Campeones Femenina de la UEFA. El ranking basado en los coeficientes UEFA es usado para determinar el número de equipos participantes por cada asociación:
- Las asociaciones del número 1 al 6 en el ranking tienen 3 equipos clasificados.
- Las asociaciones del número 7 al 16 en el ranking tienen 2 equipos clasificados.
- Todas las demás introducen a un equipo si tienen alguno clasificado.
- El ganador de la Liga de Campeones Femenina de la UEFA 2020-21 tiene una plaza asegurada para la Liga de Campeones Femenina de la UEFA 2021-22 en caso de que no se clasificase a través de su liga.

Una asociación debe tener una liga nacional femenina para clasificar a un equipo. En el período 2021-2022, 52 de las 55 federaciones miembro de la UEFA organizaron una liga nacional femenina, con las excepciones de Andorra (un club en España), Liechtenstein (tres clubes en Suiza) y San Marino (un club en Italia).

### Clasificación de las asociaciones
Para la edición 2021-22, las asociaciones son posicionadas de acuerdo a su coeficiente de la Liga de Campeones Femenina de la UEFA 2020, que tiene en cuenta su rendimiento en competiciones europeas desde la temporada 2015-16 hasta la temporada 2019-20.
| Pos. | Asociación                  | Coef.  | Plazas |
| ---- | --------------------------- | ------ | ------ |
| 1    | Bandera de Francia          | 96.000 | 3      |
| 2    | Bandera de Alemania         | 73.000 | 3      |
| 3    | Bandera de España           | 58.000 | 3      |
| 4    | Bandera de Inglaterra       | 56.500 | 3      |
| 5    | Bandera de Suecia           | 45.500 | 3      |
| 6    | Bandera de República Checa  | 40.500 | 3      |
| 7    | Bandera de Dinamarca        | 34.500 | 2      |
| 8    | Bandera de los Países Bajos | 33.000 | 2      |
| 9    | Bandera de Italia           | 30.500 | 2      |
| 10   | Bandera de Kazajistán       | 29.000 | 2      |
| 11   | Bandera de Noruega          | 27.500 | 2      |
| 12   | Bandera de Islandia         | 26.000 | 2      |
| 13   | Bandera de Suiza            | 24.000 | 2      |
| 14   | Bandera de Escocia          | 23.000 | 2      |
| 15   | Bandera de Rusia            | 22.500 | 2      |
| 16   | Bandera de Bielorrusia      | 19.000 | 2      |
| 17   | Bandera de Chipre           | 16.000 | 1      |
| 18   | Bandera de Serbia           | 15.500 | 1      |
| 19   | Bandera de Austria          | 15.000 | 1      |

| Pos. | Asociación                      | Coef.  | Plazas |
| ---- | ------------------------------- | ------ | ------ |
| 20   | Bandera de Lituania             | 14.500 | 1      |
| 21   | Bandera de Polonia              | 14.500 | 1      |
| 22   | Bandera de Bélgica              | 12.500 | 1      |
| 23   | Bandera de Portugal             | 12.000 | 1      |
| 24   | Bandera de Bosnia y Herzegovina | 12.000 | 1      |
| 25   | Bandera de Rumania              | 11.000 | 1      |
| 26   | Bandera de Finlandia            | 10.500 | 1      |
| 27   | Bandera de Ucrania              | 10.000 | 1      |
| 28   | Bandera de Grecia               | 9.500  | 1      |
| 29   | Bandera de Hungría              | 9.000  | 1      |
| 30   | Bandera de Turquía              | 7.500  | 1      |
| 31   | Bandera de Irlanda              | 7.500  | 1      |
| 32   | Bandera de Albania              | 7.000  | 1      |
| 33   | Bandera de Croacia              | 7.000  | 1      |
| 34   | Bandera de Eslovenia            | 6.000  | 1      |
| 35   | Bandera de Israel               | 5.000  | 1      |
| 36   | Bandera de Estonia              | 4.500  | 1      |
| 37   | Bandera de Bulgaria             | 4.500  | 1      |

| Pos. | Asociación                     | Coef. | Plazas |
| ---- | ------------------------------ | ----- | ------ |
| 38   | Bandera de Kosovo              | 4.000 | 1      |
| 39   | Bandera de Eslovaquia          | 4.000 | 1      |
| 40   | Bandera de Gales               | 3.500 | 1      |
| 41   | Bandera de Montenegro          | 3.000 | 1      |
| 42   | Bandera de Islas Feroe         | 2.500 | 1      |
| 43   | Bandera de Irlanda del Norte   | 2.000 | 1      |
| 44   | Bandera de Malta               | 1.000 | 1      |
| 45   | Bandera de Letonia             | 1.000 | 1      |
| 46   | Bandera de Moldavia            | 0.500 | 1      |
| 47   | Bandera de Macedonia del Norte | 0.000 | 1      |
| 48   | Bandera de Georgia             | 0.000 | 1      |
| 49   | Bandera de Luxemburgo          | 0.000 | 1      |
| 50   | Bandera de Armenia             | 0.000 | 1      |
| NR   | Bandera de Azerbaiyán          | —     | 1      |
| NR   | Bandera de Gibraltar           | —     | 1      |
| NR   | Bandera de Andorra             | —     | NL     |
| NR   | Bandera de Liechtenstein       | —     | NL     |
| NR   | Bandera de San Marino          | —     | NL     |

Notas
- NR – Sin rango (la asociación no entró en ninguna de las temporadas utilizadas para calcular los coeficientes)
- NL – No tienen liga femenina doméstica

### Distribución
La siguiente lista de acceso es provisional y se basa en 50 federaciones participantes (el mismo número que la Liga de Campeones Femenina de la UEFA 2020-21), y las campeonas de la Liga de Campeones Femenina de la UEFA 2020-21 no se clasifican por la liga nacional.
|                               | Ruta                           | Equipos que entran en esta ronda                                                                           | Equipos que avanzan desde la ronda anterior                                                |
| ----------------------------- | ------------------------------ | --- | ------------------------------------------------------------------------------------------ |
| Ronda 1 (Mini-torneos)        | Ruta de Campeones (44 equipos) | - 44 campeones de las asociaciones 7–50                                                                    |                                                                                            |
| Ronda 1 (Mini-torneos)        | Ruta de Liga (16 equipos)      | - 6 equipos en tercer lugar de las asociaciones 1–6 - 10 equipos en segundo lugar de las asociaciones 7–16 |                                                                                            |
| Ronda 2                       | Ruta de Campeones (14 equipos) | - 3 campeones de las asociaciones 4–6                                                                      | - 11 ganadores de la Ronda 1 (Ruta de Campeones)                                           |
| Ronda 2                       | Ruta de Liga (10 equipos)      | - 6 equipos en segundo lugar de las asociaciones 1–6                                                       | - 4 campeones de la Ronda 1 (Ruta de Liga)                                                 |
| Fase de grupos (16 equipos)   | Fase de grupos (16 equipos)    | - Campeón vigente - 3 campeones de las asociaciones 1–3                                                    | - 7 ganadores de la Ronda 2 (Ruta de Campeones) - 5 ganadores de la Ronda 2 (Ruta de Liga) |
| Fase eliminatoria (8 equipos) | Fase eliminatoria (8 equipos)  | | - 4 ganadores de grupo de la Fase de grupos - 4 segundos de grupo de la Fase de grupos     |

## Equipos
Entre paréntesis se indica la vía de clasificación por la cual accede a cada ronda el equipo en cuestión:
- CV: Campeón vigente
- 1.º, 2.º, 3.º: Posición en la liga de la última temporada.
- Abd-: Posición en la liga que no concluyó dada la Pandemia de COVID-19.[4]

La Fase de clasificación está dividida en la Ruta de campeones y la Ruta de Liga.
| Ronda de entrada | Ronda de entrada  | Equipos                   | Equipos                   | Equipos                      | Equipos                       |
| ---------------- | ----------------- | ------------------------- | ------------------------- | ---------------------------- | ----------------------------- |
| Fase de grupos   | Fase de grupos    | FC Barcelona (1.º)        | Paris Saint-Germain (1.º) | Bayern de Múnich (1.º)       | Chelsea FC (1.º)              |
|                  |                   |                           |                           |                              |                               |
| Ronda 2          | Ruta de campeones | BK Häcken (1.º)           | Sparta Praga (1.º)        | HB Køge (1.º)                |                               |
| Ronda 2          | Ruta de Liga      | Olympique de Lyon (2.º)   | Wolfsburgo (2.º)          | Real Madrid (2.º)            | Manchester City WFC (2.º)     |
| Ronda 2          | Ruta de Liga      | Rosengård (2.º)           | Slavia Praga (2.º)        |                              |                               |
|                  |                   |                           |                           |                              |                               |
| Ronda 1          | Ruta de Campeones | FC Twente (1.º)           | Juventus de Turín (1.º)   | BIIK Kazygurt (1º)           | Vålerenga (1º)                |
| Ronda 1          | Ruta de Campeones | Breiðablik (Abd-1º)       | Servette FC (1º)          | Glasgow (1º)                 | CSKA Moscow (1º)              |
| Ronda 1          | Ruta de Campeones | Dinamo-BGU Minsk (1º)     | Apollon Limassol (1º)     | Spartak Subotica (1º)        | SKN St. Pölten (1º)           |
| Ronda 1          | Ruta de Campeones | Gintra Universitetas (1º) | Czarni Sosnowiec (1º)     | RSC Anderlecht (1º)          | SL Benfica (1º)               |
| Ronda 1          | Ruta de Campeones | SFK Sarajevo 2000 (1º)    | FCU Olimpia Cluj (1º)     | Åland United (1º)            | WFC Járkov (1º)               |
| Ronda 1          | Ruta de Campeones | PAOK (1º)                 | Ferencváros (1º)          | Beşiktaş J.K. (1º)           | WFC Peamount United (1º)      |
| Ronda 1          | Ruta de Campeones | Vllaznia (1º)             | Osijek (1º)               | ŽNK Pomurje (1º)             | F.C. Kiryat Gat (1º)          |
| Ronda 1          | Ruta de Campeones | Flora (1º)                | NSA Sofia (1º)            | KFF Mitrovica (1º)           | ŠK Slovan Bratislava (Abd-1º) |
| Ronda 1          | Ruta de Campeones | Swansea City FC (1º)      | ŽFK Breznica (1º)         | KÍ (1º)                      | Glentoran (1º)                |
| Ronda 1          | Ruta de Campeones | Birkirkara FC (Abd-1º)    | Rīgas FS (1º)             | Agarista-ȘS Anenii Noi (1º)  | Kamenica Sasa (1º)            |
| Ronda 1          | Ruta de Campeones | Tbilisi Nike (1º)         | Racing FC (1º)            | Hayasa (1º)                  |                               |
| Ronda 1          | Ruta de Liga      | Girondins de Burdeos (3º) | 1899 Hoffenheim (3º)      | Levante Unión Deportiva (3º) | Arsenal FC (3º)               |
| Ronda 1          | Ruta de Liga      | Kristianstad (3º)         | FC Slovácko (3º)          | Brøndby IF (2º)              | PSV Eindhoven (2º)            |
| Ronda 1          | Ruta de Liga      | AC Milan (2º)             | Okzhetpes (2º)            | Rosenborg (2º)               | Valur (Abd-2º)                |
| Ronda 1          | Ruta de Liga      | FC Zürich (2º)            | Celtic (2º)               | Lokomotiv Moscow (2º)        | FC Minsk (2º)                 |
|                  |                   |                           |                           |                              |                               |
| Ronda preliminar | Ronda preliminar  | (1º)                      | Lincoln Ladies (1º)       |                              |                               |

## Calendario
El calendario de la competición es el que sigue.
| Fase                  | Ronda            | Sorteo | Partido de ida                                | Partido de vuelta                             |
| --------------------- | ---------------- | ------ | --------------------------------------------- | --------------------------------------------- |
| Fase de clasificación | Ronda 1          | TBC    | 18 de agosto de 2021 (Semifinales)            | 21 de agosto de 2021 (Final y Tercer lugar)   |
| Fase de clasificación | Ronda 2          | TBC    | 31 de agosto – 1 de septiembre de 2021        | 8–9 de septiembre de 2021                     |
| Fase de grupos        | Jornada 1        | TBC    | 5–6 de octubre de 2021                        | 5–6 de octubre de 2021                        |
| Fase de grupos        | Jornada 2        | TBC    | 13–14 de octubre de 2021                      | 13–14 de octubre de 2021                      |
| Fase de grupos        | Jornada 3        | TBC    | 9–10 de noviembre de 2021                     | 9–10 de noviembre de 2021                     |
| Fase de grupos        | Jornada 4        | TBC    | 17–18 de noviembre de 2021                    | 17–18 de noviembre de 2021                    |
| Fase de grupos        | Jornada 5        | TBC    | 8–9 de diciembre de 2021                      | 8–9 de diciembre de 2021                      |
| Fase de grupos        | Jornada 6        | TBC    | 15–16 de diciembre de 2021                    | 15–16 de diciembre de 2021                    |
| Fase eliminatoria     | Cuartos de final | TBC    | 22–23 de marzo de 2022                        | 30–31 de marzo de 2021                        |
| Fase eliminatoria     | Semifinales      | TBC    | 23–24 de abril de 2022                        | 30 de abril – 1 de mayo de 2022               |
| Fase eliminatoria     | Final            | TBC    | 22 de mayo de 2022 al Juventus Stadium, Turín | 22 de mayo de 2022 al Juventus Stadium, Turín |

## Fase de clasificación

### Ronda 1
La Ronda 1 de la Fase de clasificación se divide en dos secciones: Ruta de Campeones (para los campeones de la liga) y Ruta de Liga (para los no campeones de la liga). Cada cuatro equipos disputan un minitorneo, dos semifinales, final y tercer lugar; el ganador de la final de cada minitorneo accede a la Ronda 2. Un total de 60 equipos participan en la primera ronda de clasificación.
| Equipo 1          | Resultado    | Equipo 2             |
| ----------------- | ------------ | -------------------- |
| Breiðablik        | 8–1          | Gintra Universitetas |
| Glasgow           | 1–0          | BIIK Kazygurt        |
| RSC Anderlecht    | 0–1          | Osijek               |
| Racing FC         | 0–7          | SL Benfica           |
| Servette FC       | 1–0          | Åland United         |
| Apollon Limassol  | 2–1          | CSKA Moscow          |
| PAOK              | 0–2          | Vålerenga            |
| Juventus de Turín | 4–1          | SKN St. Pölten       |
| Spartak Subotica  | 3–5 (t.s.)   | FC Twente            |
| Járkov            | 2–1          | ŽNK Pomurje          |
| Ferencvárosi      | 0–0 (1–3 p.) | Vllaznia             |

| Equipo 1        | Resultado  | Equipo 2                 |
| --------------- | ---------- | ------------------------ |
| 1899 Hoffenheim | 2–0        | AC Milan                 |
| Kristianstad    | 1–3        | FC Girondins de Bordeaux |
| Rosenborg       | 3–4 (t.s.) | Levante UD               |
| Arsenal FC      | 3–1        | PSV Eindhoven            |

### Ronda 2
La Ronda 2 de la Fase de clasificación se divide en dos secciones: Ruta de Campeones (para los campeones de la liga) y Ruta de Liga (para los no campeones de la liga). Un total de 24 equipos participaron en la segunda ronda de clasificación.
| Equipo 1         | Agr.  | Equipo 2          | Ida   | Vuelta |
| ---------------- | ----- | ----------------- | ----- | ------ |
| Sparta Praga     | 0 – 3 | HB Køge           | 0 – 1 | 0 – 2  |
| Osijek           | 1 – 4 | Breiðablik        | 1 – 1 | 0 – 3  |
| Vllaznia         | 0 – 3 | Juventus de Turín | 0 – 2 | 0 – 1  |
| FC Twente        | 1 – 5 | SL Benfica        | 1 – 1 | 0 – 4  |
| Apollon Limassol | 2 – 5 | WFC Járkov        | 1 – 2 | 1 – 3  |
| Servette FC      | 3 – 2 | Glasgow           | 1 – 1 | 2 – 1  |
| Vålerenga        | 3 – 6 | BK Häcken         | 1 – 3 | 2 – 3  |

| Equipo 1       | Agr.           | Equipo 2             | Ida   | Vuelta       |
| -------------- | -------------- | -------------------- | ----- | ------------ |
| Levante        | 2 – 4          | Olympique de Lyon    | 1 – 2 | 1 – 2        |
| Arsenal        | 7 – 0          | Slavia Praha         | 3 – 0 | 4 – 0        |
| Real Madrid    | 2 – 1          | Manchester City      | 1 – 1 | 1 – 0        |
| VfL Wolfsburgo | 5 – 5 (3-0 p.) | Girondins de Burdeos | 3 – 2 | 2 – 3 (t.e.) |
| Rosengård      | 3 – 6          | TSG Hoffenheim       | 0 – 3 | 3 – 3        |

## Fase de grupos
Los 16 equipos se dividen en cuatro grupos de cuatro, con la restricción de que los equipos de la misma asociación, así como los equipos de Rusia y Ucrania no pueden enfrentarse entre sí. Para el sorteo, los equipos se dividen en cuatro bombos.
- El bombo 1 contiene a los campeones vigentes, y los campeones de las ligas de las tres mejores asociaciones según el coeficiente de países de la UEFA (están ordenados de acuerdo al Ranking UEFA de clubes por países). Si los campeones vigentes también son campeones de las ligas de las asociaciones principales, los campeones de las ligas de las siguientes asociaciones con mejor clasificación también se clasifican para el bombo 1.

- Los bombos 2, 3 y 4 contienen los equipos restantes, ordenados en función de sus coeficientes de clubes de la UEFA.

En cada grupo, los equipos juegan unos contra otros en casa y fuera en un formato de todos contra ningún equipo. Los ganadores de grupo y los subcampeones avanzan a la ronda de octavos de final.
Un total de 16 equipos juegan en la fase de grupos: 4 equipos que entran en esta fase y los 12 ganadores de la Ronda 2 (7 de la Ruta de Campeones y 5 de la Ruta de Liga). 
Nota: en cursiva debutantes en la Liga de Campeones.
| Bombo 1 | Bombo 2                                                                                          | Bombo 3                                                                                               | Bombo 4                                                                           |
| --- | ------------------------------------------------------------------------------------------------ | --- | --------------------------------------------------------------------------------- |
| FC Barcelona CV CC: 104.800 Paris Saint-Germain CC: 85.400 Bayern de Múnich CC: 84.100 Chelsea FC CC: 70.700 | Olympique de Lyon CC: 124.400 VfL Wolfsburgo CC: 97.100 Arsenal CC: 27.700 Breiðablik CC: 17.000 | BK Häcken CC: 16.100 Juventus de Turín CC: 15.200 TSG Hoffenheim CC: 15.100 Real Madrid CF CC: 12.800 | WFC Járkov CC: 9.100 Servette FC CC: 7.600 HB Køge CC: 6.900 SL Benfica CC: 5.600 |

- CV: accede como cabeza de serie por ser el club campeón de la Liga de Campeones Femenina 2020-21.

Leyendas
     — Clasificados a Fases Eliminatorias
     — Eliminados

### Grupo A
| Equipo         | Pts. | PJ | PG | PE | PP | GF | GC | Dif. | Notas                     |
| -------------- | ---- | -- | -- | -- | -- | -- | -- | ---- | ------------------------- |
| VfL Wolfsburg  | 11   | 6  | 3  | 2  | 1  | 17 | 7  | 10   | Acceso a cuartos de final |
| Juventus F. C. | 11   | 6  | 3  | 2  | 1  | 12 | 4  | 8    | Acceso a cuartos de final |
| Chelsea F. C.  | 11   | 6  | 3  | 2  | 1  | 13 | 8  | 5    |                           |
| Servette F. C. | 0    | 6  | 0  | 0  | 6  | 0  | 23 | -23  |                           |

|     | CHE   | WOL   | JUV   | SER   |
| --- | ----- | ----- | ----- | ----- |
| CHE |       | 3 – 3 | 0 – 0 | 1 – 0 |
| WOL | 4 – 0 |       | 0 – 2 | 5 – 0 |
| JUV | 1 – 2 | 2 – 2 |       | 4 – 0 |
| SER | 0 – 7 | 0 – 3 | 0 – 3 |       |

### Grupo B
| Equipo                    | Pts. | PJ | PG | PE | PP | GF | GC | Dif. | Notas                     |
| ------------------------- | ---- | -- | -- | -- | -- | -- | -- | ---- | ------------------------- |
| Paris Saint-Germain F. C. | 18   | 6  | 6  | 0  | 0  | 25 | 0  | 25   | Acceso a cuartos de final |
| Real Madrid C. F.         | 12   | 6  | 4  | 0  | 2  | 12 | 6  | 6    | Acceso a cuartos de final |
| F. K. Járkov              | 4    | 6  | 1  | 1  | 4  | 2  | 15 | -13  |                           |
| Breiðablik                | 1    | 6  | 0  | 1  | 5  | 0  | 18 | -18  |                           |

|     | PSG   | BRE   | RMA   | JAR   |
| --- | ----- | ----- | ----- | ----- |
| PSG |       | 6 – 0 | 4 – 0 | 5 – 0 |
| BRE | 0 – 2 |       | 0 – 3 | 0 – 2 |
| RMA | 0 – 2 | 5 – 0 |       | 3 – 0 |
| JAR | 0 – 6 | 0 – 0 | 0 – 1 |       |

### Grupo C
| Equipo           | Pts. | PJ | PG | PE | PP | GF | GC | Dif. | Notas                     |
| ---------------- | ---- | -- | -- | -- | -- | -- | -- | ---- | ------------------------- |
| F. C. Barcelona  | 18   | 6  | 6  | 0  | 0  | 24 | 1  | 23   | Acceso a cuartos de final |
| Arsenal W. F. C. | 9    | 6  | 3  | 0  | 3  | 14 | 13 | 1    | Acceso a cuartos de final |
| TSG Hoffenheim   | 9    | 6  | 3  | 0  | 3  | 11 | 15 | -4   |                           |
| H. B. Køge       | 0    | 6  | 0  | 0  | 6  | 2  | 22 | -20  |                           |

|     | BAR   | ARS   | HOF   | KOG   |
| --- | ----- | ----- | ----- | ----- |
| BAR |       | 4 – 1 | 4 – 0 | 5 – 0 |
| ARS | 0 – 4 |       | 4 – 0 | 3 – 0 |
| HOF | 0 – 5 | 4 – 1 |       | 5 – 0 |
| KOG | 0 – 2 | 1 – 5 | 1 – 2 |       |

### Grupo D
| Equipo            | Pts. | PJ | PG | PE | PP | GF | GC | Dif. | Notas                     |
| ----------------- | ---- | -- | -- | -- | -- | -- | -- | ---- | ------------------------- |
| Olympique de Lyon | 15   | 6  | 5  | 0  | 1  | 19 | 2  | 17   | Acceso a cuartos de final |
| F. C. Bayern      | 13   | 6  | 4  | 1  | 1  | 15 | 3  | 12   | Acceso a cuartos de final |
| S. L. Benfica     | 4    | 6  | 1  | 1  | 4  | 2  | 16 | -14  |                           |
| B. K. Häcken      | 3    | 6  | 1  | 0  | 5  | 3  | 18 | -15  |                           |

|     | BAY   | LYO   | HAC   | BEN   |
| --- | ----- | ----- | ----- | ----- |
| BAY |       | 1 – 0 | 4 – 0 | 4 – 0 |
| LYO | 2 – 1 |       | 4 – 0 | 5 – 0 |
| HAC | 1 – 5 | 0 – 3 |       | 1 – 2 |
| BEN | 0 – 0 | 0 – 5 | 0 – 1 |       |

## Fase eliminatoria
En la fase eliminatoria, los equipos juegan uno contra el otro en dos partidos, uno en casa y otro como visitante, a excepción de la final a un partido. El mecanismo de los sorteos para cada ronda es el siguiente:
- En el sorteo de los cuartos de final, los cuatro ganadores de grupo son cabezas de serie, y los cuatro segundos de grupo no lo son. Los cabezas de serie se enfrentan a un segundo de grupo, jugando el partido de vuelta en casa. Los equipos del mismo grupo no se pueden enfrentar, sin embargo, los de la misma asociación si.
- En los sorteos de las semifinales y final, no hay cabezas de serie. Los equipos del mismo grupo o la misma asociación se pueden enfrentar entre sí.

| Grupo | Bombo 1 (Líderes de grupo) | Bombo 2 (Segundos de grupo) |
| ----- | -------------------------- | --------------------------- |
| A     | VfL Wolfsburgo             | Juventus F. C.              |
| B     | París Saint-Germain F. C.  | Real Madrid C. F.           |
| C     | F. C. Barcelona            | Arsenal W. F. C.            |
| D     | Olympique de Lyon          | F. C. Bayern                |

### Eliminatorias
|  | Cuartos de final                                                 | Cuartos de final                                                 | Cuartos de final                                                 | Cuartos de final                                                 |   |                   | Semifinales                                                 | Semifinales                                                 | Semifinales                                                 | Semifinales                                                 |  |           | Final                                      | Final                                      |  |
|  | 22 y 23 de marzo de 2022 (ida) 30 y 31 de marzo de 2022 (vuelta) | 22 y 23 de marzo de 2022 (ida) 30 y 31 de marzo de 2022 (vuelta) | 22 y 23 de marzo de 2022 (ida) 30 y 31 de marzo de 2022 (vuelta) | 22 y 23 de marzo de 2022 (ida) 30 y 31 de marzo de 2022 (vuelta) |   |                   | 22 y 24 de abril de 2022 (ida) 30 de abril de 2022 (vuelta) | 22 y 24 de abril de 2022 (ida) 30 de abril de 2022 (vuelta) | 22 y 24 de abril de 2022 (ida) 30 de abril de 2022 (vuelta) | 22 y 24 de abril de 2022 (ida) 30 de abril de 2022 (vuelta) |  |           | 21 de mayo de 2022 Juventus Stadium, Turín | 21 de mayo de 2022 Juventus Stadium, Turín |  |
|  |                                                                  |                                                                  |                                                                  |                                                                  |   |                   |                                                             |                                                             |                                                             |                                                             |  |           |                                            |                                            |  |
|  |                                                                  |                                                                  |                                                                  |                                                                  |   |                   |                                                             |                                                             |                                                             |                                                             |  |           |                                            |                                            |  |
|  | Real Madrid                                                      | 1                                                                | 2                                                                | 3                                                                |   |                   |                                                             |                                                             |                                                             |                                                             |  |           |                                            |                                            |  |
|  | Real Madrid                                                      | 1                                                                | 2                                                                | 3                                                                |   |                   |                                                             |                                                             |                                                             |                                                             |  |           |                                            |                                            |  |
|  | Barcelona                                                        | 3                                                                | 5                                                                | 8                                                                |   |                   |                                                             |                                                             |                                                             |                                                             |  |           |                                            |                                            |  |
|  | Barcelona                                                        | 3                                                                | 5                                                                | 8                                                                |   | Barcelona         | 5                                                           | 0                                                           | 5                                                           |                                                             |  |           |                                            |                                            |  |
|  |                                                                  |                                                                  |                                                                  |                                                                  |   | Barcelona         | 5                                                           | 0                                                           | 5                                                           |                                                             |  |           |                                            |                                            |  |
|  |                                                                  |                                                                  | Wolfsburgo                                                       | 1                                                                | 2 | 3                 |                                                             |                                                             |                                                             |                                                             |  |           |                                            |                                            |  |
|  | Arsenal                                                          | 1                                                                | Wolfsburgo                                                       | 1                                                                | 2 | 3                 | 0                                                           | 1                                                           |                                                             |                                                             |  |           |                                            |                                            |  |
|  | Arsenal                                                          | 1                                                                |                                                                  |                                                                  |   |                   |                                                             |                                                             |                                                             |                                                             |  |           |                                            |                                            |  |
|  | Wolfsburgo                                                       | 1                                                                | 2                                                                | 3                                                                |   |                   |                                                             |                                                             |                                                             |                                                             |  |           |                                            |                                            |  |
|  | Wolfsburgo                                                       | 1                                                                | 2                                                                | 3                                                                |   |                   |                                                             |                                                             |                                                             |                                                             |  | Barcelona | 1                                          |                                            |  |
|  |                                                                  |                                                                  |                                                                  |                                                                  |   |                   |                                                             |                                                             |                                                             |                                                             |  | Barcelona | 1                                          |                                            |  |
|  |                                                                  |                                                                  | Olympique de Lyon                                                | 3                                                                |   |                   |                                                             |                                                             |                                                             |                                                             |  |           |                                            |                                            |  |
|  | Juventus                                                         | 2                                                                | Olympique de Lyon                                                | 3                                                                | 1 | 3                 |                                                             |                                                             |                                                             |                                                             |  |           |                                            |                                            |  |
|  | Juventus                                                         | 2                                                                |                                                                  |                                                                  |   |                   |                                                             |                                                             |                                                             |                                                             |  |           |                                            |                                            |  |
|  | Olympique de Lyon                                                | 1                                                                | 3                                                                | 4                                                                |   |                   |                                                             |                                                             |                                                             |                                                             |  |           |                                            |                                            |  |
|  | Olympique de Lyon                                                | 1                                                                | 3                                                                | 4                                                                |   | Olympique de Lyon | 3                                                           | 2                                                           | 5                                                           |                                                             |  |           |                                            |                                            |  |
|  |                                                                  |                                                                  |                                                                  |                                                                  |   | Olympique de Lyon | 3                                                           | 2                                                           | 5                                                           |                                                             |  |           |                                            |                                            |  |
|  |                                                                  |                                                                  | París Saint-Germain                                              | 2                                                                | 1 | 3                 |                                                             |                                                             |                                                             |                                                             |  |           |                                            |                                            |  |
|  | Bayern Múnich                                                    | 1                                                                | París Saint-Germain                                              | 2                                                                | 1 | 3                 | 2                                                           | 3                                                           |                                                             |                                                             |  |           |                                            |                                            |  |
|  | Bayern Múnich                                                    | 1                                                                |                                                                  |                                                                  |   |                   |                                                             |                                                             |                                                             |                                                             |  |           |                                            |                                            |  |
|  | París Saint-Germain (t. s.)                                      | 2                                                                | 2                                                                | 4                                                                |   |                   |                                                             |                                                             |                                                             |                                                             |  |           |                                            |                                            |  |
|  | París Saint-Germain (t. s.)                                      | 2                                                                | 2                                                                | 4                                                                |   |                   |                                                             |                                                             |                                                             |                                                             |  |           |                                            |                                            |  |
|  |                                                                  |                                                                  |                                                                  |                                                                  |   |                   |                                                             |                                                             |                                                             |                                                             |  |           |                                            |                                            |  |

### Cuartos de final
| Equipo 1      | Agr.        | Equipo 2            | Ida | Vuelta |
| ------------- | ----------- | ------------------- | --- | ------ |
| Bayern Múnich | 3–4 (t. s.) | París Saint-Germain | 1–2 | 2–2    |
| Juventus      | 3–4         | Olympique de Lyon   | 2–1 | 1–3    |
| Arsenal       | 1–3         | Wolfsburgo          | 1–1 | 0–2    |
| Real Madrid   | 3–8         | Barcelona           | 1–3 | 2–5    |

### Semifinales
| Equipo 1          | Agr. | Equipo 2            | Ida | Vuelta |
| ----------------- | ---- | ------------------- | --- | ------ |
| Barcelona         | 5–3  | Wolfsburgo          | 5–1 | 0–2    |
| Olympique de Lyon | 5–3  | París Saint-Germain | 3–2 | 2–1    |

### Final
| 1     | POR   | Sandra Paños           |     |
| 8     | DEF   | Marta Torrejón         | 59' |
| 2     | DEF   | Irene Paredes          |     |
| 4     | DEF   | María Pilar León       |     |
| 16    | DEF   | Fridolina Rolfö        | 75' |
| 14    | MED   | Aitana Bonmatí         |     |
| 12    | MED   | Patricia Guijarro      |     |
| 11    | MED   | Alexia Putellas        |     |
| 7     | DEL   | Caroline Graham Hansen |     |
| 10    | DEL   | Jennifer Hermoso       | 45' |
| 9     | DEL   | Mariona Caldentey      | 59' |
| D. T. | D. T. | Jonatan Giráldez       |     |

| 1     | POR   | Christiane Endler   |     |
| 12    | DEF   | Ellie Carpenter     | 14' |
| 3     | DEF   | Wendie Renard       |     |
| 29    | DEF   | Griedge Mbock Bathy | 81' |
| 4     | DEF   | Selma Bacha         |     |
| 26    | MED   | Lindsey Horan       |     |
| 6     | MED   | Amandine Henry      |     |
| 13    | MED   | Catarina Macario    |     |
| 20    | DEL   | Delphine Cascarino  | 81' |
| 14    | DEL   | Ada Hegerberg       |     |
| 28    | DEL   | Melvine Malard      | 72' |
| D. T. | D. T. | Sonia Bompastor     |     |

| 20 | DEL | Asisat Oshoala         | 45' |
| 18 | DEF | Ana-Maria Crnogorčević | 59' |
| 22 | MED | Lieke Martens          | 59' |
| 6  | DEL | Claudia Pina           | 75' |

| 21 | DEF | Kadeisha Buchanan | 14' |
| 9  | DEL | Eugénie Le Sommer | 72' |
| 5  | DEF | Perle Morroni     | 81' |
| 23 | DEF | Janice Cayman     | 81' |

| 41' | Alexia Putellas | 1:3 |

| 6' · 23' · 33' | Amandine Henry Ada Hegerberg Catarina Macario | 0:1 0:2 0:3 |

| 33' · 85' | María Pilar León Irene Paredes |

| 45+3' · 65' · 90+4' | Ada Hegerberg Catarina Macario Perle Morroni |

| Principal  | Lina Lehtovaara       |
| Asistentes | Chrysoula Kourompylia |
|            | Karolin Kaivoja       |
| Cuarto     | Jana Adámková         |
| Quinto     | Lucie Ratajová        |

| VAR            | Tiago Martins |
| Asistentes VAR | João Pinheiro |
|                | Paolo Valeri  |

|                    |     |     |
| Tiros              | 15  | 13  |
| Tiros a puerta     | 3   | 5   |
| Faltas             | 5   | 6   |
| Saques de esquina  | 4   | 1   |
| Fueras de juego    | 5   | 1   |
| Posesión del balón | 58% | 42% |

| Alineación inicial |

| 1     | POR   | Sandra Paños           |     |
| 8     | DEF   | Marta Torrejón         | 59' |
| 2     | DEF   | Irene Paredes          |     |
| 4     | DEF   | María Pilar León       |     |
| 16    | DEF   | Fridolina Rolfö        | 75' |
| 14    | MED   | Aitana Bonmatí         |     |
| 12    | MED   | Patricia Guijarro      |     |
| 11    | MED   | Alexia Putellas        |     |
| 7     | DEL   | Caroline Graham Hansen |     |
| 10    | DEL   | Jennifer Hermoso       | 45' |
| 9     | DEL   | Mariona Caldentey      | 59' |
| D. T. | D. T. | Jonatan Giráldez       |     |

| 1     | POR   | Christiane Endler   |     |
| 12    | DEF   | Ellie Carpenter     | 14' |
| 3     | DEF   | Wendie Renard       |     |
| 29    | DEF   | Griedge Mbock Bathy | 81' |
| 4     | DEF   | Selma Bacha         |     |
| 26    | MED   | Lindsey Horan       |     |
| 6     | MED   | Amandine Henry      |     |
| 13    | MED   | Catarina Macario    |     |
| 20    | DEL   | Delphine Cascarino  | 81' |
| 14    | DEL   | Ada Hegerberg       |     |
| 28    | DEL   | Melvine Malard      | 72' |
| D. T. | D. T. | Sonia Bompastor     |     |

| 20 | DEL | Asisat Oshoala         | 45' |
| 18 | DEF | Ana-Maria Crnogorčević | 59' |
| 22 | MED | Lieke Martens          | 59' |
| 6  | DEL | Claudia Pina           | 75' |

| 21 | DEF | Kadeisha Buchanan | 14' |
| 9  | DEL | Eugénie Le Sommer | 72' |
| 5  | DEF | Perle Morroni     | 81' |
| 23 | DEF | Janice Cayman     | 81' |

| 41' | Alexia Putellas | 1:3 |

| 6' · 23' · 33' | Amandine Henry Ada Hegerberg Catarina Macario | 0:1 0:2 0:3 |

| 33' · 85' | María Pilar León Irene Paredes |

| 45+3' · 65' · 90+4' | Ada Hegerberg Catarina Macario Perle Morroni |

| Principal  | Lina Lehtovaara       |
| Asistentes | Chrysoula Kourompylia |
|            | Karolin Kaivoja       |
| Cuarto     | Jana Adámková         |
| Quinto     | Lucie Ratajová        |

| VAR            | Tiago Martins |
| Asistentes VAR | João Pinheiro |
|                | Paolo Valeri  |

|                    |     |     |
| Tiros              | 15  | 13  |
| Tiros a puerta     | 3   | 5   |
| Faltas             | 5   | 6   |
| Saques de esquina  | 4   | 1   |
| Fueras de juego    | 5   | 1   |
| Posesión del balón | 58% | 42% |

| Alineación inicial |

| 1     | POR   | Sandra Paños           |     |
| 8     | DEF   | Marta Torrejón         | 59' |
| 2     | DEF   | Irene Paredes          |     |
| 4     | DEF   | María Pilar León       |     |
| 16    | DEF   | Fridolina Rolfö        | 75' |
| 14    | MED   | Aitana Bonmatí         |     |
| 12    | MED   | Patricia Guijarro      |     |
| 11    | MED   | Alexia Putellas        |     |
| 7     | DEL   | Caroline Graham Hansen |     |
| 10    | DEL   | Jennifer Hermoso       | 45' |
| 9     | DEL   | Mariona Caldentey      | 59' |
| D. T. | D. T. | Jonatan Giráldez       |     |

| 1     | POR   | Christiane Endler   |     |
| 12    | DEF   | Ellie Carpenter     | 14' |
| 3     | DEF   | Wendie Renard       |     |
| 29    | DEF   | Griedge Mbock Bathy | 81' |
| 4     | DEF   | Selma Bacha         |     |
| 26    | MED   | Lindsey Horan       |     |
| 6     | MED   | Amandine Henry      |     |
| 13    | MED   | Catarina Macario    |     |
| 20    | DEL   | Delphine Cascarino  | 81' |
| 14    | DEL   | Ada Hegerberg       |     |
| 28    | DEL   | Melvine Malard      | 72' |
| D. T. | D. T. | Sonia Bompastor     |     |

| 20 | DEL | Asisat Oshoala         | 45' |
| 18 | DEF | Ana-Maria Crnogorčević | 59' |
| 22 | MED | Lieke Martens          | 59' |
| 6  | DEL | Claudia Pina           | 75' |

| 21 | DEF | Kadeisha Buchanan | 14' |
| 9  | DEL | Eugénie Le Sommer | 72' |
| 5  | DEF | Perle Morroni     | 81' |
| 23 | DEF | Janice Cayman     | 81' |

| 41' | Alexia Putellas | 1:3 |

| 6' · 23' · 33' | Amandine Henry Ada Hegerberg Catarina Macario | 0:1 0:2 0:3 |

| 33' · 85' | María Pilar León Irene Paredes |

| 45+3' · 65' · 90+4' | Ada Hegerberg Catarina Macario Perle Morroni |

| Principal  | Lina Lehtovaara       |
| Asistentes | Chrysoula Kourompylia |
|            | Karolin Kaivoja       |
| Cuarto     | Jana Adámková         |
| Quinto     | Lucie Ratajová        |

| VAR            | Tiago Martins |
| Asistentes VAR | João Pinheiro |
|                | Paolo Valeri  |

|                    |     |     |
| Tiros              | 15  | 13  |
| Tiros a puerta     | 3   | 5   |
| Faltas             | 5   | 6   |
| Saques de esquina  | 4   | 1   |
| Fueras de juego    | 5   | 1   |
| Posesión del balón | 58% | 42% |

| Alineación inicial |

| 1     | POR   | Sandra Paños           |     |
| 8     | DEF   | Marta Torrejón         | 59' |
| 2     | DEF   | Irene Paredes          |     |
| 4     | DEF   | María Pilar León       |     |
| 16    | DEF   | Fridolina Rolfö        | 75' |
| 14    | MED   | Aitana Bonmatí         |     |
| 12    | MED   | Patricia Guijarro      |     |
| 11    | MED   | Alexia Putellas        |     |
| 7     | DEL   | Caroline Graham Hansen |     |
| 10    | DEL   | Jennifer Hermoso       | 45' |
| 9     | DEL   | Mariona Caldentey      | 59' |
| D. T. | D. T. | Jonatan Giráldez       |     |

| 1     | POR   | Christiane Endler   |     |
| 12    | DEF   | Ellie Carpenter     | 14' |
| 3     | DEF   | Wendie Renard       |     |
| 29    | DEF   | Griedge Mbock Bathy | 81' |
| 4     | DEF   | Selma Bacha         |     |
| 26    | MED   | Lindsey Horan       |     |
| 6     | MED   | Amandine Henry      |     |
| 13    | MED   | Catarina Macario    |     |
| 20    | DEL   | Delphine Cascarino  | 81' |
| 14    | DEL   | Ada Hegerberg       |     |
| 28    | DEL   | Melvine Malard      | 72' |
| D. T. | D. T. | Sonia Bompastor     |     |

| 20 | DEL | Asisat Oshoala         | 45' |
| 18 | DEF | Ana-Maria Crnogorčević | 59' |
| 22 | MED | Lieke Martens          | 59' |
| 6  | DEL | Claudia Pina           | 75' |

| 21 | DEF | Kadeisha Buchanan | 14' |
| 9  | DEL | Eugénie Le Sommer | 72' |
| 5  | DEF | Perle Morroni     | 81' |
| 23 | DEF | Janice Cayman     | 81' |

| 41' | Alexia Putellas | 1:3 |

| 6' · 23' · 33' | Amandine Henry Ada Hegerberg Catarina Macario | 0:1 0:2 0:3 |

| 33' · 85' | María Pilar León Irene Paredes |

| 45+3' · 65' · 90+4' | Ada Hegerberg Catarina Macario Perle Morroni |

| Principal  | Lina Lehtovaara       |
| Asistentes | Chrysoula Kourompylia |
|            | Karolin Kaivoja       |
| Cuarto     | Jana Adámková         |
| Quinto     | Lucie Ratajová        |

| VAR            | Tiago Martins |
| Asistentes VAR | João Pinheiro |
|                | Paolo Valeri  |

|                    |     |     |
| Tiros              | 15  | 13  |
| Tiros a puerta     | 3   | 5   |
| Faltas             | 5   | 6   |
| Saques de esquina  | 4   | 1   |
| Fueras de juego    | 5   | 1   |
| Posesión del balón | 58% | 42% |

| Alineación inicial |

| Trofe de la Liga de Campeones de la UEFA |
| Bandera de Francia                       |
| Campeón Olympique Lyonnais 8° título     |

## Estadísticas

### Tabla de goleadoras
Nota: No contabilizados los partidos y goles en rondas previas.
Las jugadoras igualadas en goles marcados se ordenan primero en asistencias y luego en menor número de minutos jugados.
| \| Pos. \| Jugadora \| Goles \| Part. \| Prom. \| Club \| \| ---- \| ----------------------- \| ----- \| ----- \| ----- \| ------------------------- \| \| 1 \| Alexia Putellas \| 11 \| 10 \| 1.1 \| F. C. Barcelona \| \| 2 \| Tabea Waßmuth \| 10 \| 10 \| 1 \| VfL Wolfsburgo \| \| 3 \| Catarina Macario \| 8 \| 11 \| 0.73 \| Olympique Lyonnais \| \| 4 \| Marie-Antoinette Katoto \| 7 \| 7 \| 1 \| París Saint-Germain F. C. \| \| 5 \| Jordyn Huitema \| 6 \| 7 \| 0.86 \| París Saint-Germain F. C. \| \| = \| Ada Hegerberg \| 6 \| 10 \| 0.6 \| Olympique Lyonnais \| \| 7 \| Jennifer Hermoso \| 5 \| 9 \| 0.56 \| F. C. Barcelona \| \| = \| Cristiana Girelli \| 5 \| 7 \| 0.71 \| Juventus F. C. \| \| = \| Jill Roord \| 5 \| 10 \| 0.5 \| VfL Wolfsburgo \| \| 10 \| Ramona Bachmann \| 4 \| 9 \| 0.44 \| París Saint-Germain F. C. \| \| = \| Sam Kerr \| 4 \| 6 \| 0.67 \| Chelsea F. C. \| \| = \| Lea Schüller \| 4 \| 7 \| 0.57 \| F. C. Bayern \| \| = \| Aitana Bonmatí \| 4 \| 10 \| 0.4 \| F. C. Barcelona \| Actualizado al último partido disputado el 21 de mayo de 2022 (de acuerdo a la página oficial de la competición). |                         |       |       |       |                           |
| Pos. | Jugadora                | Goles | Part. | Prom. | Club                      |
| 1 | Alexia Putellas         | 11    | 10    | 1.1   | F. C. Barcelona           |
| 2 | Tabea Waßmuth           | 10    | 10    | 1     | VfL Wolfsburgo            |
| 3 | Catarina Macario        | 8     | 11    | 0.73  | Olympique Lyonnais        |
| 4 | Marie-Antoinette Katoto | 7     | 7     | 1     | París Saint-Germain F. C. |
| 5 | Jordyn Huitema          | 6     | 7     | 0.86  | París Saint-Germain F. C. |
| = | Ada Hegerberg           | 6     | 10    | 0.6   | Olympique Lyonnais        |
| 7 | Jennifer Hermoso        | 5     | 9     | 0.56  | F. C. Barcelona           |
| = | Cristiana Girelli       | 5     | 7     | 0.71  | Juventus F. C.            |
| = | Jill Roord              | 5     | 10    | 0.5   | VfL Wolfsburgo            |
| 10 | Ramona Bachmann         | 4     | 9     | 0.44  | París Saint-Germain F. C. |
| = | Sam Kerr                | 4     | 6     | 0.67  | Chelsea F. C.             |
| = | Lea Schüller            | 4     | 7     | 0.57  | F. C. Bayern              |
| = | Aitana Bonmatí          | 4     | 10    | 0.4   | F. C. Barcelona           |

### Jugadoras con tres o más goles en un partido
| Pos. | Jugador         | Goles | Fecha                 | Local               |                    | Resultado |                     | Visitante  | Reporte   |
| ---- | --------------- | ----- | --------------------- | ------------------- | ------------------ | --------- | ------------------- | ---------- | --------- |
| 1    | Jordyn Huitema  | 3     | 13 de octubre de 2021 | París Saint-Germain | Bandera de Francia | 5 - 0     | Bandera de Ucrania  | Járkov     | Jornada 2 |
| 2    | Caroline Møller | 3     | 13 de octubre de 2021 | Real Madrid         | Bandera de España  | 5 - 0     | Bandera de Islandia | Breiðablik | Jornada 2 |

### Equipo de la Temporada
El panel de Observadores Técnicos de la UEFA eligió a las siguientes jugadoras como el Equipo de la Temporada.
| Portero                               | Defensas | Centrocampistas | Delanteros                                                                            |
| ------------------------------------- | --- | --- | ------------------------------------------------------------------------------------- |
| Christiane Endler (Olympique de Lyon) | Griedge Mbock Bathy (Olympique de Lyon) Wendie Renard (Olympique de Lyon) Mapi León (F. C. Barcelona) Selma Bacha (Olympique de Lyon) | Aitana Bonmatí (F. C. Barcelona) Patri Guijarro (F. C. Barcelona) Amandine Henry (Olympique de Lyon) Alexia Putellas (F. C. Barcelona) | Ada Hegerberg (Olympique de Lyon) Marie-Antoinette Katoto (Paris Saint-Germain F. C.) |